# Mistrovství Evropy v plaveckých sportech 2012
Mistrovství Evropy v plaveckých sportech za rok 2012 proběhlo v Debrecínu, Maďarsko a v Eindhovenu, Nizozemsko ve dnech 14. až 27. května 2012.
Soutěže
- Plavání
- Skoky do vody
- Umělecké plavání